# Liste des présidents de Ceuta
Cet article dresse la liste des titulaires du poste de président de Ceuta depuis l'approbation de la loi organique du 13 mars 1995 établissant le statut d'autonomie de la ville autonome, jusqu'à aujourd'hui.

## Liste
| Président | Président                     | Dates                                                     | Parti | Remarque                                    |
| --------- | ----------------------------- | --------------------------------------------------------- | ----- | ------------------------------------------- |
|           | Basilio Fernández López       | 20 juin 1995 - 25 juillet 1996 (1 an, 1 mois et 5 jours)  | PFC   | Dernier maire et premier président de Ceuta |
|           | Jesús Cayetano Fortes Ramos   | 25 juillet 1996 – 27 août 1999 (3 ans, 1 mois et 2 jours) | PP    | Élu pour deux mandats                       |
|           | Antonio Sampietro Casarramona | 27 août 1999 – 8 février 2001 (1 an, 5 mois et 12 jours)  | GIL   | Renversé par une motion de censure          |
|           | Juan Jesús Vivas              | Depuis le 8 février 2001 (24 ans, 1 mois et 9 jours)      | PP    | Record de longévité                         |